# Luis Goytisolo Gay

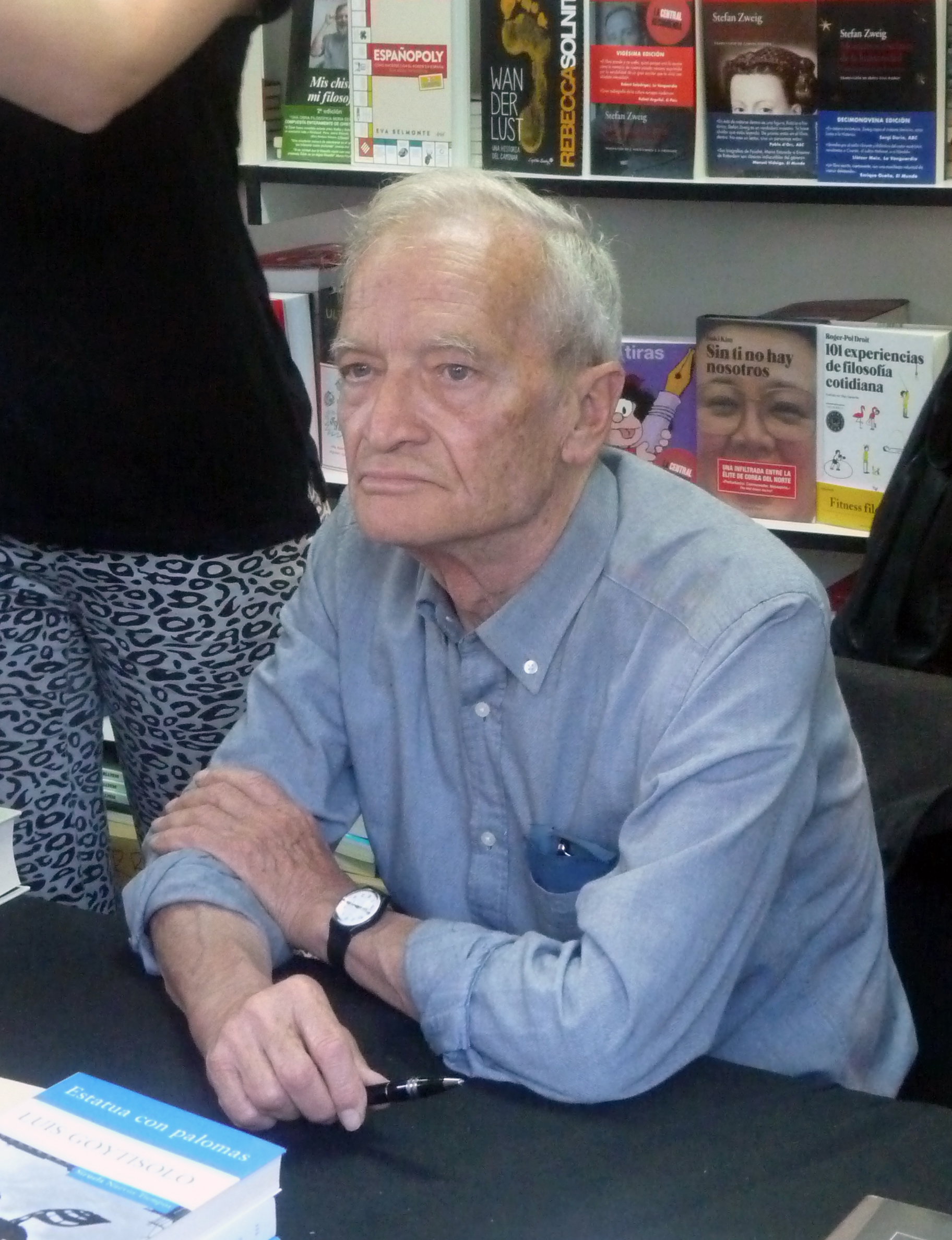
Luis Goytisolo en 2015, en la Feria del Libro de Madrid

Luis Goytisolo Gay   (Barcelona, 17 de març de 1935) és un escriptor català en llengua castellana, germà del poeta José Agustín i del novel·lista Juan Goytisolo Gay i oncle valencià de Joaquim Gay de Montellà i Ferrer-Vidal.

## Biografia
Últim de quatre fills (Marta, José Agustín, Juan i Luis), els seus pares eren Josep Maria Goytisolo i Taltavull i Júlia Gay i Vives, un matrimoni barceloní de classe mitjana.
Va estudiar Dret, però va abandonar els estudis per dedicar-se a la literatura. El 1992 obtingué el Premio Nacional de Narrativa i el 1995 ingressà a la Real Academia Española. La seva representant literària ha estat Carmen Balcells Segalà. Ha col·laborat en diaris com El País, ABC i Diario 16.
Els seus dos primers llibres —Las afueras i Las mismas palabras— s'inscriuen dins del realisme social i testimonial. Però, després d'anys de silenci i d'un gir cap al relat d'imaginació (Fábulas, escrit entre 1968 i 1978, però publicat el 1981), és en la dècada de 1970 quan dona la mesura del seu talent amb una tetralogia de llarga elaboració, Antagonía, el tema de la qual és l'art de l'escriptura. Claude Simon la inclou entre les tres grans novel·les del segle xx. Destaca la seva preocupació pels trets estructurals i formals del relat.
| «                | L'ésser humà ha conegut temps més ombrívols; tan babaus, possiblement no. Decididament el món està més necessitat que mai d'un pensament estoic adequat al present, d'un neoestoicisme. O d'un nou epicureisme. De qualsevol dels dos. O millor: dels dos | » |
| — Luis Goytisolo | |   |

La tetralogia es compon de Recompte (1973), Recuento (1973), Los verdes de mayo hasta el mar, 1976, La cólera de Aquiles, 1979 y Teoría del conocimiento, 1981. En aquesta extensa i complexa obra, la novel·la es fa reflexió sobre la novel·la mateixa: partint dels problemes que es planteja un (o una) novel·lista personatge, es realitza un replatejament de l'art narratiu i una experimentació de diverses tècniques i estils. Tot això és molt revelador de les preocupacions del moment sobre les estructures i la destinació del gènere.

## Obres
- Las afueras 1958
- Las mismas palabras 1963
- Ojos, círculos, búhos, amb el pintor Joan Ponç 1970
- Antagonía. 1963
  - Recuento
  - Los verdes de mayo hasta el mar
  - La cólera de Aquiles
  - Teoría del conocimiento
- Devoraciones 1976
- Estela del fuego que se aleja 1984
- Investigaciones y conjeturas de Claudio Mendoza 1985
- La paradoja del ave migratoria 1987
- Estatua con palomas 1992
- Placer licuante 1997
- Escalera hacia el cielo 1999
- Diario de 360° 2000
- Liberación 2003
- Oído atento a los pájaros 2006
- Cosas que pasan 2009
- El lago en las pupilas 2012

### Assaigs
- El porvenir de la palabra

## Premis i reconeixements
- 1977 - Premi Ciutat de Barcelona
- 1984 - Premio de la crítica narrativa
- 1993 - Premio Nacional de Narrativa
- 2013 - Premio Nacional de las letras